# Copa de Competencia Jockey Club 1914
La Copa de Competencia "Jockey Club" 1914 fue la octava edición de esta competencia organizada por la Asociación Argentina de Football.
El ganador fue el Club Atlético River Plate, quien venció en la final a Newell's Old Boys por 4 a 0, siendo esta su primera consagración en un torneo de carácter nacional. De esta manera, River obtuvo el derecho de participar en la Cup Tie Competition de 1914, frente al campeón uruguayo.

## Sistema de disputa
Se jugó por eliminación directa a un solo partido. En caso de empate, se jugaba tiempo extra, y en caso de persistir se desarrollaba un nuevo encuentro.
Constaba de dos zonas: Buenos Aires, y Santa Fe. El ganador de Buenos Aires, se enfrentaba en la final al ganador de Santa Fe.
En este último caso, se determinó que el representante fuese el último campeón de la Liga Rosarina de Fútbol: el Club Atlético Newell's Old Boys.
El campeón obtenía el derecho de participar en la Cup Tie Competition de 1914, frente al campeón de la Copa Competencia (Uruguay).

## Equipos
| Equipo                                 | Ciudad               |
| -------------------------------------- | -------------------- |
| Belgrano Athletic Club                 | Buenos Aires         |
| Club Atlético Banfield                 | Banfield             |
| Club Atlético Boca Juniors             | Buenos Aires         |
| Club Atlético Comercio                 | Buenos Aires         |
| Club Atlético Estudiantes              | Buenos Aires         |
| Club Atlético Estudiantil Porteño      | Ituzaingó            |
| Club Atlético Huracán                  | Buenos Aires         |
| Club Atlético Platense                 | Buenos Aires         |
| Club Atlético River Plate              | Buenos Aires         |
| Club Atlético San Isidro               | San Isidro           |
| Club Ferro Carril Oeste                | Buenos Aires         |
| Club Atlético del Ferrocarril Gran Sud | Remedios de Escalada |
| Racing Club                            | Avellaneda           |
| Quilmes Athletic Club                  | Quilmes              |

| Equipo                                  | Ciudad   |
| --------------------------------------- | -------- |
| Atlantic Sportsmen Club                 | Rosario  |
| Club Atlético Argentino                 | Rosario  |
| Club Atlético Newell's Old Boys         | Rosario  |
| Club Atlético Provincial                | Rosario  |
| Club Atlético Unión                     | Santa Fe |
| Córdoba y Rosario Railway Athletic Club | Rosario  |
| Rosario Athletic Club                   | Rosario  |

## Desarrollo

### Zona Santa Fe
| Pos | Equipo             | Pts | PJ | G  | E | P  | GF | GC | Dif |
| 1º  | Newell's Old Boys  | 21  | 12 | 10 | 1 | 1  | 43 | 4  | 39  |
| 2º  | Rosario Athletic   | 20  | 12 | 9  | 2 | 1  | 50 | 9  | 41  |
| 3º  | Atlético Argentino | 16  | 12 | 6  | 4 | 2  | 32 | 18 | 14  |
| 4º  | Unión de Santa Fe  | 11  | 12 | 5  | 1 | 6  | 12 | 15 | -3  |
| 5º  | Córdoba y Rosario  | 9   | 12 | 4  | 1 | 7  | 13 | 40 | -27 |
| 6º  | Club Provincial    | 6   | 12 | 3  | 0 | 9  | 14 | 36 | -22 |
| 7º  | Atlantic Sportsmen | 1   | 12 | 0  | 1 | 11 | 3  | 45 | -42 |

### Zona Buenos Aires
Ferro y Quilmes avanzaron directamente a Octavos de Final. Comercio es descalificado por disturbios generados en su afición, que obligaron a suspender el encuentro.
|  | Dieciseisavos de final | Dieciseisavos de final | Dieciseisavos de final | Dieciseisavos de final |              |      | Octavos de final | Octavos de final | Octavos de final | Octavos de final |   |     | Cuartos de final | Cuartos de final | Cuartos de final | Cuartos de final |  |   | Semifinal | Semifinal | Semifinal | Semifinal |
|  |                        |                        |                        |                        |              |      |                  |                  |                  |                  |   |     |                  |                  |                  |                  |  |   |           |           |           |           |
|  |                        |                        |                        |                        |              |      |                  |                  |                  |                  |   |     |                  |                  |                  |                  |  |   |           |           |           |           |
|  | Banfield               | 1                      |                        | 1                      |              |      |                  |                  |                  |                  |   |     |                  |                  |                  |                  |  |   |           |           |           |           |
|  | Boca Juniors           | 2                      |                        | 2                      |              |      |                  |                  |                  |                  |   |     |                  |                  |                  |                  |  |   |           |           |           |           |
|  | Boca Juniors           | 2                      |                        | 2                      | Boca Juniors | 0    |                  | 0                |                  |                  |   |     |                  |                  |                  |                  |  |   |           |           |           |           |
|  |                        |                        |                        |                        | Boca Juniors | 0    |                  | 0                |                  |                  |   |     |                  |                  |                  |                  |  |   |           |           |           |           |
|  |                        | Racing                 | 4                      |                        | 4            |      |                  |                  |                  |                  |   |     |                  |                  |                  |                  |  |   |           |           |           |           |
|  | Platense               | Racing                 | 4                      | 1                      | 4            |      | 1                |                  |                  |                  |   |     |                  |                  |                  |                  |  |   |           |           |           |           |
|  | Platense               |                        |                        | 1                      |              |      | 1                |                  |                  |                  |   |     |                  |                  |                  |                  |  |   |           |           |           |           |
|  | Racing                 | 2                      |                        | 2                      |              |      |                  |                  |                  |                  |   |     |                  |                  |                  |                  |  |   |           |           |           |           |
|  | Racing                 | 2                      |                        |                        |              |      |                  |                  |                  | Racing           | 1 | aet | 1                |                  |                  |                  |  |   |           |           |           |           |
|  |                        |                        |                        |                        |              |      |                  |                  |                  |                  | 1 | aet | 1                |                  |                  |                  |  |   |           |           |           |           |
|  |                        | Estudiantes            | 0                      |                        | 0            |      |                  |                  |                  |                  |   |     |                  |                  |                  |                  |  |   |           |           |           |           |
|  | Comercio               | Estudiantes            | 0                      | 2                      | 0            | w.p. |                  |                  |                  |                  |   |     |                  |                  |                  |                  |  |   |           |           |           |           |
|  | Comercio               |                        |                        | 2                      |              | w.p. |                  |                  |                  |                  |   |     |                  |                  |                  |                  |  |   |           |           |           |           |
|  | Estudiantil Porteño    | 1                      | w.o.                   |                        |              |      |                  |                  |                  |                  |   |     |                  |                  |                  |                  |  |   |           |           |           |           |
|  | Estudiantil Porteño    | 1                      | w.o.                   |                        | Estudiantes  | 2    |                  | 2                |                  |                  |   |     |                  |                  |                  |                  |  |   |           |           |           |           |
|  |                        |                        |                        |                        | Estudiantes  | 2    |                  | 2                |                  |                  |   |     |                  |                  |                  |                  |  |   |           |           |           |           |
|  |                        | Estudiantil Porteño    | 1                      |                        | 1            |      |                  |                  |                  |                  |   |     |                  |                  |                  |                  |  |   |           |           |           |           |
|  | Ferrocarril Sud        | Estudiantil Porteño    | 1                      | 1                      | 1            |      | 1                |                  |                  |                  |   |     |                  |                  |                  |                  |  |   |           |           |           |           |
|  | Ferrocarril Sud        |                        |                        | 1                      |              |      | 1                |                  |                  |                  |   |     |                  |                  |                  |                  |  |   |           |           |           |           |
|  | Estudiantes            | 3                      |                        | 3                      |              |      |                  |                  |                  |                  |   |     |                  |                  |                  |                  |  |   |           |           |           |           |
|  | Estudiantes            | 3                      |                        |                        |              |      |                  |                  |                  |                  |   |     |                  |                  | Racing           | 1                |  | 1 |           |           |           |           |
|  |                        |                        |                        |                        |              |      |                  |                  |                  |                  |   |     |                  |                  |                  |                  |  | 1 |           |           |           |           |
|  |                        | River Plate            | 2                      |                        | 2            |      |                  |                  |                  |                  |   |     |                  |                  |                  |                  |  |   |           |           |           |           |
|  | Belgrano Athletic      | River Plate            | 2                      | 1                      | 2            |      | 1                |                  |                  |                  |   |     |                  |                  |                  |                  |  |   |           |           |           |           |
|  | Belgrano Athletic      |                        |                        | 1                      |              |      | 1                |                  |                  |                  |   |     |                  |                  |                  |                  |  |   |           |           |           |           |
|  | River Plate            | 5                      |                        | 5                      |              |      |                  |                  |                  |                  |   |     |                  |                  |                  |                  |  |   |           |           |           |           |
|  | River Plate            | 5                      |                        | 5                      | River Plate  | 1    | 2                | 3                |                  |                  |   |     |                  |                  |                  |                  |  |   |           |           |           |           |
|  |                        |                        |                        |                        | River Plate  | 1    | 2                | 3                |                  |                  |   |     |                  |                  |                  |                  |  |   |           |           |           |           |
|  |                        | San Isidro             | 1                      | 1                      | 2            |      |                  |                  |                  |                  |   |     |                  |                  |                  |                  |  |   |           |           |           |           |
|  | Huracán                | San Isidro             | 1                      | 1                      | 2            | 0    |                  | 0                |                  |                  |   |     |                  |                  |                  |                  |  |   |           |           |           |           |
|  | Huracán                |                        |                        |                        |              | 0    |                  | 0                |                  |                  |   |     |                  |                  |                  |                  |  |   |           |           |           |           |
|  | San Isidro             | 2                      |                        | 2                      |              |      |                  |                  |                  |                  |   |     |                  |                  |                  |                  |  |   |           |           |           |           |
|  | San Isidro             | 2                      |                        |                        |              |      |                  |                  |                  | River Plate      | 2 |     | 2                |                  |                  |                  |  |   |           |           |           |           |
|  |                        |                        |                        |                        |              |      |                  |                  |                  |                  | 2 |     | 2                |                  |                  |                  |  |   |           |           |           |           |
|  |                        | Ferro                  | 1                      |                        | 1            |      |                  |                  |                  |                  |   |     |                  |                  |                  |                  |  |   |           |           |           |           |
|  |                        | Ferro                  | 1                      |                        | 1            |      |                  |                  |                  |                  |   |     |                  |                  |                  |                  |  |   |           |           |           |           |
|  |                        |                        |                        |                        |              |      |                  |                  |                  |                  |   |     |                  |                  |                  |                  |  |   |           |           |           |           |
|  |                        |                        |                        |                        |              |      |                  |                  |                  |                  |   |     |                  |                  |                  |                  |  |   |           |           |           |           |
|  |                        | Ferro                  | 1                      |                        | 1            |      |                  |                  |                  |                  |   |     |                  |                  |                  |                  |  |   |           |           |           |           |
|  |                        |                        |                        |                        | 1            |      |                  |                  |                  |                  |   |     |                  |                  |                  |                  |  |   |           |           |           |           |
|  |                        | Quilmes                | 0                      |                        | 0            |      |                  |                  |                  |                  |   |     |                  |                  |                  |                  |  |   |           |           |           |           |
|  |                        | Quilmes                | 0                      |                        | 0            |      |                  |                  |                  |                  |   |     |                  |                  |                  |                  |  |   |           |           |           |           |
|  |                        |                        |                        |                        |              |      |                  |                  |                  |                  |   |     |                  |                  |                  |                  |  |   |           |           |           |           |
|  |                        |                        |                        |                        |              |      |                  |                  |                  |                  |   |     |                  |                  |                  |                  |  |   |           |           |           |           |

### Final
|  | Copa de Competencia "Jockey Cub" 1914 |                   |   |  |   |  |
|  |                                       |                   |   |  |   |  |
|  | River Plate                           | River Plate       | 4 |  | 4 |  |
|  | River Plate                           | River Plate       | 4 |  | 4 |  |
|  | Newell's Old Boys                     | Newell's Old Boys | 0 |  | 0 |  |
|  | Newell's Old Boys                     | Newell's Old Boys | 0 |  | 0 |  |

| 15 de noviembre de 1914 | River Plate                                                          | 4 - 0 | Newell's Old Boys | Estadio Racing Club, Avellaneda |                                 |
|                         | Alberto Penney · Rodolfo Fraga Patrao · Cándido García · Juan Sevesi |       |                   | Asistencia: 20 000 espectadores | Asistencia: 20 000 espectadores |

|                               |
|                               |
| Campeón River Plate 1º título |